# پالوس پارک (ایلینوی)
پالوس پارک (به انگلیسی: Palos Park) یک روستا در ایالات متحده آمریکا است که در شهرستان کوک (ایلینوی) واقع شده‌است. پالوس پارک ۱۱٫۲۸ کیلومتر مربع مساحت و ۴٬۸۴۷ نفر جمعیت دارد.